# Adriana Behar
Adriana Behar (Rio de Janeiro, Brasil 1969) és una jugadora de voleibol brasilera, ja retirada, especialitzada en el voleibol platja.

## Biografia
Va néixer el 14 de febrer de 1969 a la ciutat de Rio de Janeiro.
D'origen jueu libanès, és l'única atleta brasilera al Saló de la Fama de l'Esport Internacional Jueu.
L'any 2017 va ser inclosa a la llista de la BBC que recull les 100 dones més representatives de l'any.

## Carrera esportiva
Va iniciar la seva carrera esportiva en el voleibol indoor, si bé posteriorment s'especialitzà en el voleibol platja. Va participar en els Jocs Olímpics d'Estiu de 2000 realitzats a Sydney (Austràlia) on, juntament amb Shelda Bebe, va aconseguir guanyar la medalla de plata en la prova femenina de voleibol platja. En els Jocs Olímpics d'Estiu de 2004 realitzats a Atenes (Grècia) revalidaren aquest metall.
Al llarg de la seva carrera ha aconseguit guanyar 4 medalles en el Campionat del Món de voleibol platja, destacant les medalles d'or els anys 1999 i 2001. Així mateix aconseguiren guanyar la medalla d'or en els Jocs Panamericans de 1999.